# ジョーゼフ・L・マンキーウィッツ
ジョーゼフ・リーオ・マンキーウィッツ（Joseph Leo Mankiewicz, 1909年2月11日 - 1993年2月5日）はアメリカ合衆国の映画監督・映画プロデューサー・脚本家である。日本語では、ジョセフ・L・マンキーウィッツ、ジョセフ・L・マンキウィッツとも表記される。

## 経歴

### 生い立ち
ペンシルベニア州ウィルクスバリにてポーランド系ユダヤ人の移民の子として生まれる。1924年にニューヨークの高校にジョセフが卒業したのを機に一家でニューヨークに移り住む。
1928年、コロンビア大学で学士号を取得したのち、シカゴ・トリビューンの特派員記者としてベルリンで働くうち、パラマウント映画のベルリン支部に入社して、ウーファ撮影所でドイツ製サイレント映画にアメリカの観客向けの映画に字幕をつける仕事をするようになった。それをきっかけとして映画の脚本を書くようになり、1930年代には脚本家として活躍。

### 映画界へ
パラマウントからMGMに移籍し、1936年の『地獄への挑戦』では、マンキーウィッツは監督になることを望んだが、撮影所の重役で大物プロデューサーのルイス・B・メイヤーからまず製作者として映画製作の経験を積むべきだと忠告され、製作者として手掛ける。以降はプロデューサーとしてスペンサー・トレイシー主演の『激怒』、エーリヒ・マリア・レマルク原作の『三人の仲間』、キャサリン・ヘプバーンの『フィラデルフィア物語』『女性No.1』など大ヒット作を世に送り出し、敏腕プロデューサーとしての名をあげる。
1943年にジュディ・ガーランド主演のミュージカル『踊る海賊』の映画化を企画したマンキーウィッツは、ガーランドと恋に落ちるも、当時すでに両方とも既婚者だったためにメイヤーの反感を買ってしまい、MGMに居られなくなったマンキーウィッツは20世紀フォックスに移籍、移籍第一作となった1944年のグレゴリー・ペック主演の『王国の鍵』では製作と脚本を担当した。

### 世界的な映画制作者に
脚本家、製作者として名声を得たマンキーウィッツだが、1940年代に入り、プレストン・スタージェス、ジョン・ヒューストン、ビリー・ワイルダーといった脚本畑出身の映画監督が華々しく登場していた。そしてマンキーウィッツも1946年に病気で降板したエルンスト・ルビッチ監督に代わってメガホンを取った『呪われた城』で念願だった映画監督としてデビューする。
以降は脚本家として培った、洗練された台詞回しと知的で文学的な雰囲気を漂わせる作風で、1947年の『幽霊と未亡人』と1949年の『他人の家』など上質の娯楽映画を次々と発表、興行的にも批評的にも高い評価を得て、監督としても大成功を収める。そして1949年の『三人の妻への手紙』と1950年の『イヴの総て』でそれぞれアカデミー監督賞と脚色賞を2回ずつ受賞。特に『イヴの総て』ではアカデミー作品賞の栄冠に輝いた。
1950年からは全米監督協会の会長を務めるが、革新的な考えを持っていたため、セシル・B・デミルをはじめとする超保守派から猛反発を受ける。同年10月22日の深夜まで及んだ臨時総会でのジョン・フォードの発言で、マンキーウィッツは会長を留任し、デミルが排斥される結果となる。
『イヴの総て』の大成功の後、大プロデューサーのダリル・F・ザナックの後押しもあって、1952年にスパイ・サスペンス『五本の指』、1953年にマーロン・ブランド主演のシェークスピア劇『ジュリアス・シーザー』、1954年にハンフリー・ボガートとエヴァ・ガードナー共演の『裸足の伯爵夫人』、1955年にブロードウェイ・ミュージカルの映画化『野郎どもと女たち』、1959年にエリザベス・テイラー主演でテネシー・ウィリアムズの戯曲の映画化『去年の夏突然に』などを手掛けてゆく。

### 興行的失敗と復活
しかし、1963年の大作『クレオパトラ』では、主演のエリザベス・テイラーが病気で倒れたり、配役も何度も変更になるなど撮影中に次々とアクシデントが起きて撮影が一向に進まず、マンキーウィッツの理解者であったザナックも投入した資金を早く回収しなければならず、結局、無理やり1本にまとめて公開されるも、製作会社の20世紀FOXが倒産の危機に瀕する程の大赤字となり、ハリウッド史上空前の失敗作となった。
『クレオパトラ』の失敗以来、撮影所の重役たちからは敬遠され、仕事の依頼は激減。マンキーウィッツ唯一のオリジナル脚本による1966年の『三人の女性への招待状』が監督と脚本の両方を手掛けた最後の作品となる。
1970年にはコメディ西部劇『大脱獄』を演出した後、1972年にローレンス・オリヴィエとマイケル・ケインを主演に迎えた『探偵スルース』を発表。往年の演出と主演二人の演技により、本作は高く評価され、アカデミー監督賞に再びノミネート。復活を印象付けた。しかし、結局、本作が遺作となり、以降は映画製作に携わることはなく、1993年に心不全で死亡。
兄のハーマン・J・マンキーウィッツ（1897 - 1953）は映画製作者・脚本家。息子のクリストファー・マンキーウィッツは（1940 - ）『ダイヤルM』などを製作。もう1人の息子トム・マンキーウィッツ（1942 - 2010）は脚本家・映画監督・映画プロデューサーで007シリーズの脚本家として知られる。

## 作品
en:Category:Films directed by Joseph L. Mankiewicz （英語）

### 脚本
- 進めオリンピック Million Dollar Legs (1932) - エドワード・F・クライン監督、共同脚本
- 不思議の国のアリス Alice in Wonderland (1933) - ノーマン・Z・マクロード監督、共同脚本
- 男の世界 Manhattan Melodrama (1934) - W・S・ヴァン・ダイク監督
- 麦秋 Our Daily Bread （1934）- キング・ヴィダー監督

### 映画製作
- 激怒 Fury （1936） - フリッツ・ラング監督
- フィラデルフィア物語 The Philadelphia Story （1940） - ジョージ・キューカー監督
- 女性No.1 Woman of the Year （1942） - ジョージ・スティーヴンス監督
- 王国の鍵 The Keys of the Kingdom （1945） - ジョン・M・スタール監督

### 監督作品
- 呪われた城 Dragonwyck (1946)
- 記憶の代償 Somewhere in the Night (1946)
- 幽霊と未亡人 The Ghost and Mrs. Muir (1947)
- ボストン物語 The Late George Apley (1947)
- 他人の家 House of Strangers (1949)
- 三人の妻への手紙 A Letter to Three Wives (1949)
- 復讐鬼 No Way Out (1950)
- イヴの総て All About Eve（1950）
- うわさの名医 People Will Talk (1951)
- 五本の指 5 Fingers (1952)
- ジュリアス・シーザー Julius Caesar (1953)
- 裸足の伯爵夫人 The Barefoot Contessa（1954）
- 野郎どもと女たち Guys and Dolls (1955)
- 静かなアメリカ人 The Quiet American (1958)
- 去年の夏 突然に Suddenly, Last Summer (1959)
- クレオパトラ Cleopatra（1963）
- 三人の女性への招待状 The Honey Pot (1966)
- 大脱獄 There Was a Crooked Man... (1970)
- 探偵スルース Sleuth（1972）

## 受賞歴
| 賞                           | 年   | 部門           | 作品                 | 結果       | 参照   |
| ---------------------------- | ---- | -------------- | -------------------- | ---------- | ------ |
| アカデミー賞                 | 1931 | 脚色賞         | スキピイ             | ノミネート | [ 2 ]  |
| アカデミー賞                 | 1940 | 作品賞         | フィラデルフィア物語 | ノミネート | [ 3 ]  |
| アカデミー賞                 | 1949 | 監督賞         | 三人の妻への手紙     | 受賞       | [ 4 ]  |
| アカデミー賞                 | 1949 | 脚色賞         | 三人の妻への手紙     | 受賞       | [ 4 ]  |
| アカデミー賞                 | 1950 | 監督賞         | イヴの総て           | 受賞       | [ 5 ]  |
| アカデミー賞                 | 1950 | 脚色賞         | イヴの総て           | 受賞       | [ 5 ]  |
| アカデミー賞                 | 1950 | 脚本賞         | 復讐鬼               | ノミネート | [ 5 ]  |
| アカデミー賞                 | 1952 | 監督賞         | 五本の指             | ノミネート | [ 6 ]  |
| アカデミー賞                 | 1954 | 脚本賞         | 裸足の伯爵夫人       | ノミネート | [ 7 ]  |
| アカデミー賞                 | 1972 | 監督賞         | 探偵スルース         | ノミネート | [ 8 ]  |
| ゴールデングローブ賞         | 1950 | 監督賞         | イヴの総て           | ノミネート | [ 9 ]  |
| ゴールデングローブ賞         | 1950 | 脚本賞         | イヴの総て           | 受賞       | [ 9 ]  |
| ゴールデングローブ賞         | 1963 | 監督賞         | クレオパトラ         | ノミネート | [ 10 ] |
| 全米監督協会賞               | 1948 | 長編映画監督賞 | 三人の妻への手紙     | 受賞       | [ 11 ] |
| 全米監督協会賞               | 1950 | 長編映画監督賞 | イヴの総て           | 受賞       | [ 12 ] |
| 全米監督協会賞               | 1952 | 長編映画監督賞 | 五本の指             | ノミネート | [ 13 ] |
| 全米監督協会賞               | 1953 | 長編映画監督賞 | ジュリアス・シーザー | ノミネート | [ 14 ] |
| ニューヨーク映画批評家協会賞 | 1950 | 監督賞         | イヴの総て           | 受賞       |        |
| カンヌ国際映画祭             | 1951 | グランプリ     | イヴの総て           | ノミネート |        |
| カンヌ国際映画祭             | 1951 | 審査員特別賞   | イヴの総て           | 受賞       |        |